# Carl-Adam Nycop
Carl-Adam Nycop, född 24 juli 1909 i Helsingfors i Finland, död 4 juli 2006 i Kristianstad i Skåne län, var en svensk journalist, chefredaktör och författare.

## Biografi

### Yrkesliv
Nycops journalistiska verksamhet bestod delvis av arbetet som reporter, men framför allt jobbade han som redaktör, då han medverkade i att starta och bygga upp ett antal nya tidningar. Anledningen till dessa aktiviteter beskrev han i sina sista memoarer: ”Varför gav jag mej in på detta minerade fält, denna hårda marknad där det är svårt att starta nya tidningar? Jag tror att jag lockades av själva utmaningen i det nya, det jag inte fått prova på och inte hade någon erfarenhet av. Jag har alltid drivits av min personliga nyfikenhet.”
Redan vid 29 års ålder erbjöds han, enligt sina memoarer, att starta en ny bildtidning. Därefter jobbade han under flera år både som reporter och redaktör. Nycop var på plats under de olympiska spelen i Berlin 1936, där han jobbade som redaktör. Han rapporterade nyheter till ett flertal svenska dagstidningar (Norrköpings Allehanda, Nerikes Allehanda, Eskilstuna Kuriren, Helsingborgs Dagblad, GMP, Blekinge Läns Tidning, Sundsvalls Tidning).
Han var chefredaktör för tidningen Se under dess första år 1938–1944. Under hans tid på Se så medverkade även Nycop i grundandet av veckotidningen Allt tillsammans med Albert Bonnier år 1941. Nycop tjänade även som tidningens första chefredaktör. Allt skulle vara ett mer seriöst alternativ till Se, och fokuserade mer på reportage istället för den bildjournalistik som hade präglat sistnämnda tidning. Tidningen lades sedermera ned 1956.
Han var med och grundade tidningen Expressen 1944 och verkade där fram till 1962. Efter en svår period med låg upplaga lyckades Nycop att bygga upp ett framgångsrikt nytt medium i och med kvällstidningen. Han själv beskrev sin utvecklingsplan som fokuserad på en stabil upplaga i början, ”varefter förbättringar av produkten skulle genomföras”. Nycop lämnade Expressen 1962, bland annat, enligt honom, för att han ansåg att tidningen ”gled [...] in i partifållan”. Han kritiserade tidningens politiska utveckling, men stannade ändå inom Bonniers företag där han jobbade bland annat inom Dagens Nyheter-direktionen. Åren 1962–1971 var han förlagschef på Fackpressförlaget och 1965 grundade han tidningen Modern datateknik. Han har också varit lärare i journalistik. Under många år var han engagerad i RFSU:s arbete.
Carl-Adam Nycop var även engagerad i och ledare för sammanslutningen Motståndsrörelsen mot en borgerlig regering som skapades för att samla kulturarbetare för att stödja socialdemokraterna i valet 1973. I sammanslutningen ingick även bland andra Enn Kokk, Monica Zetterlund och Nils Poppe. Under de följande åren agerade han bland annat som rådgivare för partiets medier och hjälpte till att starta den socialdemokratiska Stockholms-Tidningen.
I sina memoarer beskriver sig Nycop som en förkämpe för moral och etik inom journalistiken, men hade förståelse för de kompromisser som krävdes för att lyckas inom tidningsbranschen. Han ansåg att journalister oförtröttligt bör söka sanningen, men förhöll sig samtidigt kritisk till dem som hävdade att journalistiken fyllde “höga moraliska funktioner”.

### Privatliv
Nycop var medlem av den finlandssvenska släkten Nycopensis (latin som betyder "från Nyköping", sedermera förkortat till Nycop eller Nykopp)  som har sitt ursprung från de två bröderna Nicolaus och Andreas Laurentii. I släkten ingår teaterregissören och skådespelaren Albert Nycop, som var farbror till Carl-Adam Nycop.
I början av 1930-talet gifte sig Nycop med Mary Hackzell. Paret separerade 1943. Han gifte sig sedan med Margot Nycop (född Benon, 1917), som han levde med fram tills sin död. Margot Nycop avled den 13 december 2007, 90 år gammal.
Carl-Adam och Margot Nycop finns begravna i Åhus minneslund i Kristianstads kommun.